# Sabina Wölbitsch
Sabina Wölbitsch (* 27. März 1966 in Zürich) ist eine ehemalige Schweizer Fußballspielerin.

## Karriere

### Vereine
Wölbitsch gelangte im März 1992 zum TuS Niederkirchen. Als Abwehrspielerin kam sie in der seinerzeit zweigleisigen Bundesliga in der Gruppe Süd zum Einsatz. Mit dem zweiten Platz ihrer Mannschaft war diese für die Teilnahme an der Endrunde um die Deutsche Meisterschaft qualifiziert, verlor jedoch das in Hin- und Rückspiel ausgetragene Halbfinale gegen den späteren Meister TSV Siegen im Gesamtergebnis mit 1:4. Am Saisonende 1992/93 ging ihr Verein als Sieger der Gruppe Süd mit sieben Punkten vor dem FSV Frankfurt hervor. Im Halbfinale, das in Hin- und Rückspiel ausgetragen wurde, gewann sie mit ihrer Mannschaft im Gesamtergebnis mit 5:4 gegen Grün-Weiß Brauweiler, dem Zweitplatzierten der Gruppe Nord. In dem am 20. Juni 1993 im Waldstadion von Limburgerhof vor 5000 Zuschauern ausgetragenen Finale gegen den TSV Siegen, dass dank zweier Tore von Heidi Mohr – nach einem 0:1-Rückstand durch Silvia Neid – mit 2:1 n. V. gewonnen wurde, spielte sie bis zur 70. Minute, bevor sie für Sonja Brecht ausgewechselt wurde. Am 1. August 1993 gab es ein Wiedersehen mit dem TSV Siegen, der in Leverkusen vor 1000 Zuschauern im Finale um den DFB-Supercup ebenfalls mit 2:1 bezwungen wurde.
Der Verbleib nach dieser Saison ist nebulös; erst mit Saisonbeginn 1995/96 – so die Vereinschronik – kehrte sie zum TuS Niederkirchen zurück und blieb bis Saisonende 1997/98.
Von 1998 bis 2000 gehörte sie dem Kader des FSV Frankfurt an, für den sie am 5. September 1999 (2. Spieltag) beim 5:0-Sieg im Heimspiel gegen den FFC Flaesheim-Hillen zuletzt zum Einsatz gekommen ist.

### Nationalmannschaft
Als Wölbitsch zum TuS Niederkirchen gelangt war, hatte sie bereits 25 ihrer insgesamt 34 Länderspiele für die Schweizer Nationalmannschaft bestritten. Ihr Debüt gab sie am 21. August 1986 in Reykjavík beim 3:1-Sieg über die Nationalmannschaft Islands. Ihren letzten Einsatz als Nationalspielerin hatte sie am 4. Mai 1994 in Zagreb beim 1:1-Unentschieden gegen die Nationalmannschaft Kroatiens im vierten EM-Qualifikationsspiel der Gruppe 5.

## Erfolge
- Schweizer Meisterin 1983, 1985, 1987, 1988 (mit SV Seebach) ==
- Schweizer Cupsiegerin 1986, 1987, 1988, 1989 (mit SV Seebach), 1991 (mit DFC Bern); weitere Finalteilnahme 1985 (mit SV Seebach)
- Schweizer Doublegewinnerin 1987, 1988 (mit SV Seebach)
- Italienische Meisterin 1990 (mit A.C.F Reggiana)
- Deutsche Meisterin 1993 (mit TuS Niederkirchen)
- Deutsche Supercup-Siegerin 1993 (mit TuS Niederkirchen)
  - Deutscher Meister 1993
  - DFB-Supercup-Sieger 1993